# Reidar Liaklev
Reidar Liaklev (n. 15 iulie 1917, Jaren⁠(d), Oppland, Norvegia – d. 1 martie 2006, Comuna Gran, Oppland, Norvegia) a fost un patinator de viteză ce a reprezentat Norvegia, medaliat olimpic. A participat la o ediție a Jocurilor Olimpice (1948) în care a câștigat o medalie de aur.

## Participări
Lista de mai jos prezintă principalele competiții la care a participat Reidar Liaklev de-a lungul carierei.
- speed skating at the 1948 Winter Olympics – men's 5000 metres[*]